# Полония (тауншип, Миннесота)
Полония (англ. Polonia) — тауншип в округе Розо, Миннесота, США. На 2000 год его население составило 38 человек.

## География
По данным Бюро переписи населения США площадь тауншипа составляет 95,1 км², из которых 95,0 км² занимает суша, а 0,1 км² — вода (0,08 %).

## Демография
По данным переписи населения 2000 года здесь находились 38 человек, 14 домохозяйств и 11 семей. Плотность населения —  0,4 чел./км². На территории тауншипа расположено 16 построек со средней плотностью 0,2 построек на один квадратный километр. Расовый состав населения: 94,74 % белых, 2,63 % азиатов и 2,63 % приходится на две или более других рас.
Из 14 домохозяйств в 42,9 % воспитывались дети до 18 лет, в 78,6 % проживали супружеские пары и в 21,4 % домохозяйств проживали несемейные люди. 21,4 % домохозяйств состояли из одного человека, при том 14,3 % из — одиноких пожилых людей старше 65 лет. Средний размер домохозяйства — 2,71, а семьи — 3,18 человека.
31,6 % населения — младше 18 лет, 2,6 % — в возрасте от 18 до 24 лет, 23,7 % — от 25 до 44, 15,8 % — от 45 до 64, и 26,3 % — старше 65 лет. Средний возраст — 41 год. На каждые 100 женщин приходилось 153,3 мужчин. На каждые 100 женщин старше 18 приходилось 116,7 мужчин.
Средний годовой доход домохозяйства составлял 35 000 долларов, а средний годовой доход семьи —  42 083 доллара. Средний доход мужчин —  45 833  доллара, в то время как у женщин — 28 750. Доход на душу населения составил 18 090 долларов. За чертой бедности не находились ни одна семья и ни один человек.